# María Isabel Crespo
María Isabel Crespo Bayona (Cuenca, Ecuador; 11 de julio de 1960), también conocida por su nombre de matrimonio María Isabel de Lebed, es una periodista, reportera y presentadora de noticias ecuatoriana. Es conocida por ser la presentadora de noticias en Televistazo del mediodía en Ecuavisa, por más de tres décadas.

## Biografía
María Isabel Crespo nació el 11 de julio de 1960 en Cuenca, y a la edad de 10 años viajó con sus padres a Guayaquil donde reside desde entonces y estudió en los colegios Asunción y Liceo Panamericano. Es una persona muy espiritual y practicante de yoga, disciplina en la cual conoció a Danny Lebed con quien más tarde contrajo matrimonio.
En 1977 fue elegida Reina del Liceo Naval de Guayaquil.
Estudió licenciatura en comunicación social en la Facultad de Comunicación Social (FACSO) de la Universidad de Guayaquil y en 1980, a la edad de 18 años mientras cursaba el segundo nivel de su carrera en la universidad, entró a trabajar como reportera y presentadora en Televistazo del mediodía de Ecuavisa, luego que Alfonso Espinosa de los Monteros le hiciera unas pruebas a petición de la gerente de producción, Nila Velázquez. Luego de catorce años como presentadora, en 1994 se retira del periodismo para dedicar su tiempo a su esposo Danny, con quien tuvo un hijo llamado Nicolás. Regresó a Ecuavisa en 1997 donde hasta entonces, además de ser periodista, trabaja como jefa de redacción, información e investigación periodística y productora ejecutiva.
En 2012 realizó una serie de 12 reportajes especiales titulados El Sueño Olímpico, Londres 2012, donde tocaba a fondo el lado humano de los deportistas que representarían al Ecuador en los Juegos Olímpicos de Londres 2012, siendo el reportaje sobre la pesista Alexandra Escobar la que le valió en julio el premio del Festival Internacional de Cine y Televisión Deportiva (FITCS). El 9 de enero de 2013 la revista Hogar le otorgó el galardón de las mujeres más destacadas del 2012 en la categoría de comunicación por la dirección y producción de los documentales El Sueño Olímpico, Londres 2012. En noviembre de 2018 recibió el Premio latinoamericano Dr. Zenobio Saldivia, en la categoría 'Imagen y Periodismo', por parte de Prensamérica Internacional. El galardón lo recibió en el Palacio Municipal, en Guayaquil.